# Bangladesh Pratidin
Bangladesh Pratidin è (in bengali বাংলাদেশ প্রতিদিন) è un quotidiano bengalese fondato a Dacca nel 2010. Nel 2014 era il quotidiano bengalese a più alta tiratura.

## Storia
Il primo numero del giornale uscì il 15 marzo 2010.